# شهرستان ویلیچکا
شهرستان ویلیچکا (به لهستانی: Powiat Wieliczka) یک شهرستان در لهستان است که در استان لهستان کوچک‌تر واقع شده‌است. شهرستان ویلیچکا ۴۲۷٫۸ کیلومتر مربع مساحت و ۱۰۵٬۲۶۶ نفر جمعیت دارد.